# Halowe Mistrzostwa Europy w Lekkoatletyce 1974 – bieg na 400 m mężczyzn
Bieg na 400 metrów mężczyzn – jedna z konkurencji biegowych rozgrywanych podczas halowych lekkoatletycznych mistrzostw Europy w hali Scandinavium w Göteborgu. Eliminacje zostały rozegrane 9 marca, a bieg finałowy 10 marca 1974. Zwyciężył reprezentant Belgii Fons Brydenbach. Tytułu zdobytego na poprzednich mistrzostwach nie bronił Luciano Sušanj z Jugosławii. 

## Rezultaty

### Eliminacje
Rozegrano 2 biegi eliminacyjne, do których przystąpiło 7 biegaczy. Awans do finału dawało zajęcie jednego z pierwszych dwóch miejsc w swoim biegu (Q).
Opracowano na podstawie materiału źródłowego.
Bieg 1
| Miejsce | Zawodnik            | Czas  | Uwagi |
| ------- | ------------------- | ----- | ----- |
| 1       | Fons Brydenbach     | 46,85 | Q     |
| 2       | Andreas Scheibe     | 47,41 | Q,    |
| 3       | Falko Geiger        | 47,88 |       |
| 4       | Kyriakos Onisiforou | 48,73 |       |

Bieg 2
| Miejsce | Zawodnik            | Czas  | Uwagi |
| ------- | ------------------- | ----- | ----- |
| 1       | Gunter Arnold       | 47,15 | Q,    |
| 2       | Francis Demarthon   | 47,36 | Q     |
| 3       | Michael Fredriksson | 47,64 |       |

### Finał
Opracowano na podstawie materiału źródłowego.
| Miejsce | Zawodnik          | Czas  | Uwagi |
| ------- | ----------------- | ----- | ----- |
| 1       | Fons Brydenbach   | 46,60 |       |
| 2       | Andreas Scheibe   | 46,80 | NR    |
| 3       | Gunter Arnold     | 46,94 |       |
| 4       | Francis Demarthon | 47,08 |       |